# Natriumditionit
Natriumditionit, eller natriumhydrosulfit, är ett salt av syran H2S2O4 och är den vanligaste hydrosulfiten. Det uppträder som tunna glänsande prismor, lösliga upp till ca 20 % i vatten. Det kan lagras under lång tid i torrt tillstånd, medan det snabbt sönderfaller vid kontakt med fuktighet. Det förekommer i vattenfritt tillstånd som ett gråvitt pulver, med en svag svavelaktig lukt.

## Framställning
Natriumditionit kan framställas genom elektrolytisk reduktion av natriumbisulfit, men tillverkning sker vanligen genom reduktion med metallisk zink.

## Användning
Alla hydrosulfiter är utpräglade reduktionsmedel för färgämnen och nitroföreningar. Vid textilfärgning används de vid förkypning av alla kypfärgämnen, som indigo-, indantren- och hydronfärgämnen. Hydrosulfiter kan också användas till blekning av tvål, bast, halm, sockersaft, kokos och ull. Natriumditionit har använts för reducerande blekning (med måttlig ljushetshöjning) av mekaniska pappersmassor, såsom till exempel slipmassa och termomekanisk massa för tidningspappersproduktion, men har för blekning av dessa massaslag i huvudsak ersatts av väteperoxid, som har högre ljushetshöjande effekt.